# Маринопіль (Старобільський район)
Марино́піль (до 2024 року — Кра́сне По́ле) — село в Україні, у Старобільському районі Луганської області. Входить до складу Марківської селищної громади. Населення становить 346 осіб. Колишній орган місцевого самоврядування — Краснопільська сільська рада.

## Географія
Село розташоване за 18 км від центру громади, селища Марківка. Найближча залізнична станція — Кантемирівка, за 30 км.

## Історія
Село виникло одночасно з радгоспом «Айдар» (1929 рік), який спеціалізувався на тонкорунному вівчарстві. Також було розвиненим виробництво зерна та м'ясомолочне тваринництво.
Село постраждало внаслідок геноциду українського народу, вчиненого урядом СРСР у 1932—1933 роках, кількість встановлених жертв у Краснопільській сільраді — 59 людей.
У Другій світовій війні взяло участь 115 осіб, 45 осіб не повернулося. За бойові заслуги нагороджено орденами і медалями 35 осіб.
78 працівників радгоспу нагороджені орденами та медалями. Комбайнер А. П. Білий удостоєний ордена Леніна.
Житель с. Красне Поле Олексій Іванович Солдатко — воїн-інтернаціоналіст, брав участь у бойових діях в Афганістані. Інший мешканець села — Володимир Володимирович Чечуєв — ліквідатор аварії на ЧАЕС.
У роки незалежності на базі колишнього радгоспу створено ТОВ «Айдар», що спеціалізується на тонкорунному вівчарстві та рослинництві. Директор — Віктор Іванович Природа — нагороджений орденом «Знак Пошани», Почесною грамотою Президента України, удостоєнний почесного звання «Заслужений працівник сільського господарства України».
19 вересня 2024 року Верховна Рада підтримала перейменування села Красне Поле на Маринопіль. 26 вересня 2024 року перейменування набуло чинності.

## Інфраструктура
У селі є загальноосвітня школа I—III ступенів, пошта, фельдшерсько-акушерський пункт, бібліотека, магазини. На території сільської ради одиноких громадян похилого віку обслуговує соціальний працівник.

## Також
- Перелік населених пунктів, що постраждали від Голодомору 1932-1933, Луганська область